# (37977) 1998 HC123
1998 HC123 (asteroide 37977) é um asteroide da cintura principal. Possui uma excentricidade de 0.19423090 e uma inclinação de 20.17513º.
Este asteroide foi descoberto no dia 23 de abril de 1998 por LINEAR em Socorro.